# Nikanor (Popović)
Nikanor, imię świeckie Svetozar Popović (ur. 1831 w Kišfalubie, zm. 22 lipca 1901 w Temesvárze) – serbski biskup prawosławny.

## Życiorys
Był synem serbskiego nauczyciela. W dzieciństwie stracił matkę; jego ojciec wstąpił wówczas do monasteru Privina Glava. Svetozar Popović ukończył niższe gimnazjum we Vrbasie, natomiast wyższe – w Peszcie. Tam też ukończył studia prawnicze. Następnie wstąpił do seminarium duchownego w Sremskich Karlovcach. W 1860 został profesorem w serbskim gimnazjum w tym samym mieście i pracował w tym charakterze przez dwa lata. W 1862 przyjął święcenia kapłańskie i został skierowany do parafii w Čurugu i w Bačincach, był również dziekanem dekanatu žabalskiego.
25 września 1890 został postrzyżony na mnicha w monasterze Grgeteg, przez archimandrytę Hilariona, przyjmując imię zakonne Nikanor. Następnie został przełożonym monasteru Šišatovac; następnie przeniesiono go do monasteru Beočin, gdzie także kierował wspólnotą. W 1891 otrzymał nominację na biskupa temesvarskiego i w związku z tym otrzymał godność archimandryty. Jego chirotonia biskupia odbyła się również w 1891 w soborze św. Mikołaja w Sremskich Karlovcach pod przewodnictwem patriarchy serbskiego Jerzego w asyście biskupów vršackiego Nektariusza oraz pakrackiego Mirona. Na katedrze pozostawał przez dziesięć lat, do śmierci. Został pochowany na cmentarzu serbskim w Temesvárze.